# George Gibbs (armeiro)
George Charles Gibbs (1813, Clifton, Bristol — 19 de junho de 1884, Clifton, Bristol), foi um atirador talentoso, sendo reconhecido por GT Teasdale-Bucknell em seu livro "Experts on Guns & Shooting" (1900) observou que a ele "seria concedido, por tiros de rifle, o primeiro lugar nas Ilhas Britânicas como um tiro de rifle de longo alcance. posição GC Gibbs não ganhou por nenhum feito único, mas por um bom tiro constante, variado apenas por feitos fenomenais ocasionais".

## Histórico
George C. Gibbs teve por muitos anos um negócio de armeiro em Bristol, que permanece em posse de sua família. Na época do início do movimento voluntário em 1859, ele conhecia mais sobre a fabricação e uso de armas do que qualquer um no distrito de Bristol, e manteve um contrato para o fornecimento dos artigos em sua linha de produtos para equipar muitos dos Voluntários no Oeste da Inglaterra. Foi um especialista em tiro ao alvo, no qual ganhou muitos prêmios em várias competições da época. Ele também inaugurou um estande particular, que foi bastante patrocinado por seus clientes e outros que desejavam se aperfeiçoar no tiro. Devido a sua longa ligação com a manufatura de armas de fogo, ele fez um estudo constante do tiro e foi considerado uma autoridade no assunto, e seu aconselhamento foi avidamente solicitado por aspirantes. Ele morreu em idade avançada, lamentado por um grande círculo de camaradas e amigos por quem era considerado com respeito e estima.